# Замок Тірберґ (Тіроль)
Замок Тірберґ (нім. Thierberg) розташований на північний схід від міста Куфштайн в однойменному окрузі австрійської землі Тіроль.

## Історія
Замок звели на вершині порівняно невисокої гори Тірберґ (721 м над р.м.) під гірським хребтом, що оточує місто. Напроти нього посеред долини стоїть фортеця Куфштайн. Першим задокументованим власником був Конрад фон Фройдсберґ (1290). Це є вигідний спостережний пункт, з якого погожого дня проглядається долина на багато кілометрів. Замок змінив декількох власників, а майбутній імператор Максиміліан I, захопивши після облоги 1504 року місто, подарував замок своєму камердинеру. 1584 року власник відбудував половину замкового палацу, де облаштував каплицю. Камінь з оборонного муру він використовував для будівництва будинку поза замком. Замок знову переходив з рук до рук, поки 1939 року його купила родина Генкелів з Дюссельдорфу, що володіє ним донині.
Руїни складаються з вежі, закладеної ще в римські часи, яку повністю не добудували впродовж століть, і каплиці, біля якої стоїть поржній скит. Неподалік було споруджено укріплення Schlangenburg, розібране незабаром після спорудження.